# Ерёмин, Станислав Георгиевич

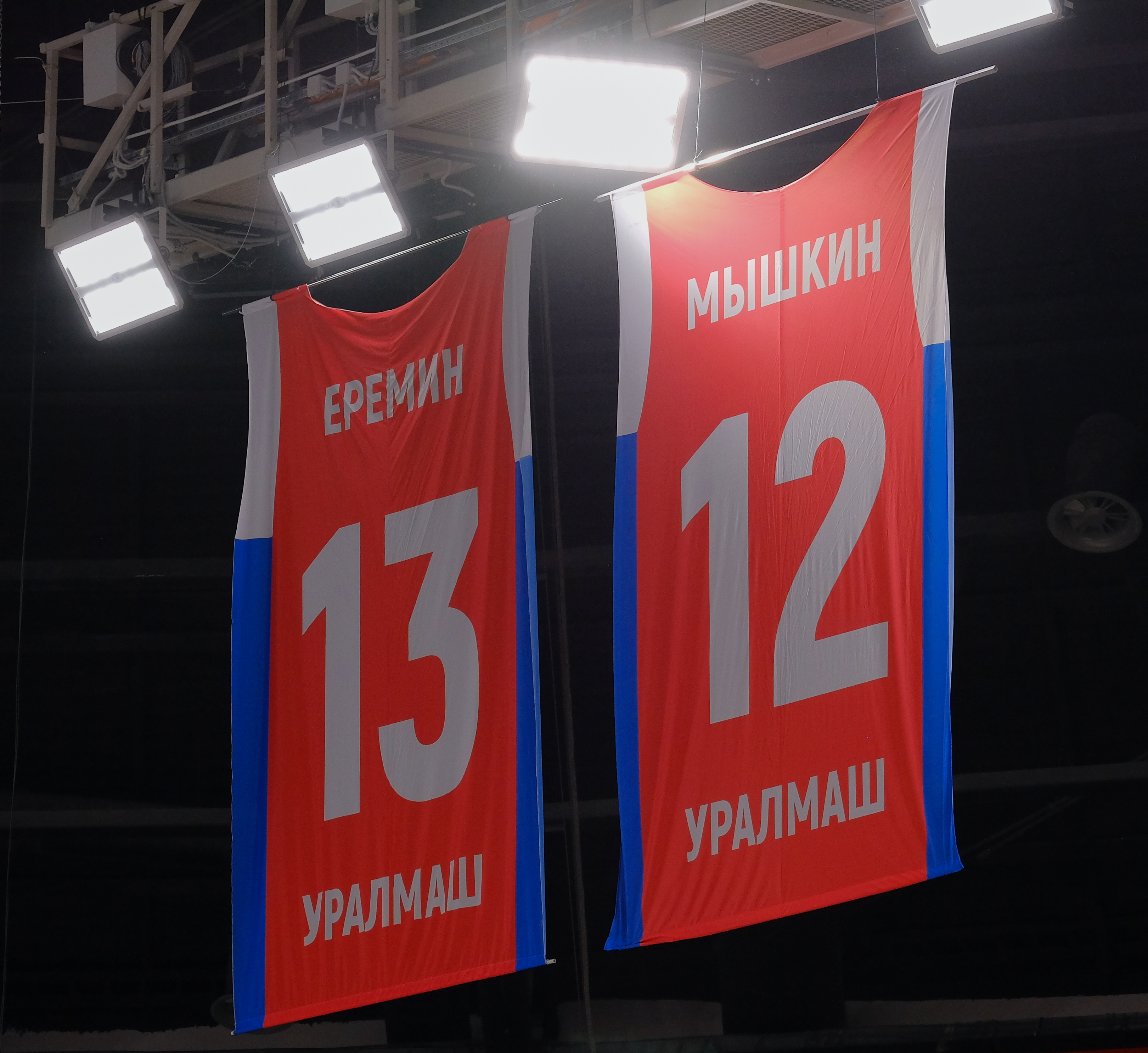
Памятные майки баскетбольного клуба «Уралмаш» А. Д. Мышкина и С. Г. Ерёмина в ДИВСе

Станисла́в Гео́ргиевич Ерёмин (26 февраля 1951, посёлок при комбинате № 813, Невьянский район, Свердловская область) — советский и российский баскетболист, тренер. Выступал на позиции разыгрывающего защитника. Заслуженный мастер спорта СССР (1981). Заслуженный тренер России. Полковник в отставке.
Окончил Свердловский институт народного хозяйства (1974), Военный институт физической культуры.

## Биография
Станислав Ерёмин родился 26 февраля 1951 года в Свердловске.

### Карьера игрока
Начинал играть в «Уралмаше» (тренер Александр Кандель) в 1969 году, где выступал до 1975 года, в 1975—1985 годах — в ЦСКА. В сборной СССР — 1979—1984 (в 1981—84 — капитан сборной).

### Карьера тренера и менеджера
1986—1988 — тренер в Сирии («Техат-Реад-Аскари» из Дамаска), затем инструктор спортивных игр в ЦСКА.
В 1989—1992 — второй тренер, 1992—2000 — главный тренер БК ЦСКА Москва. Вместе с командой был чемпионом СССР 1990, чемпионом России (1993—2000), завоевал третье место в Финале четырёх Евролиги (Париж, 1996).
1996—1998 — признавался лучшим тренером России.
С 1997 года — тренер сборной России, бронзового призёра ЧЕ-97, серебряного призёра ЧМ-98. В 1999—2002 — главный тренер сборной России.
Главный тренер команды УНИКС (Казань; 2000—2006), обладателя «Серебряной корзины» — главного приза лиги ФИБА-Европа (2004).
По итогам сезона 2004/2005 годов Станислав Ерёмин стал лауреатом ежегодной премии за достижения в области российского баскетбола «Золотая корзина».
В сезоне 2006/2007 годов занимал должность генерального менеджера БК УНИКС.
С 2007 года по июнь 2010 года работал генеральным директором и главным тренером БК «Триумф» (Люберцы).
С 22 ноября 2010 подписал контракт по системе «1+1» с «Красными крыльями» (Самара), но по окончании сезона руководство самарского клуба решило не продлевать с ним контракт.
С 2012 года занимает должность вице-президента БК УНИКС по спортивной работе.
В настоящее время является президентом баскетбольного клуба «Урал» (Екатеринбург).

## Достижения (как игрок)
- Бронзовый призёр ОИ-80
- Чемпион мира 1982 года
- Чемпион Европы 1979 года, 1981 года, бронзовый призёр ЧЕ-83
- Чемпион СССР 1976—1984 годов
- Обладатель межконтинентального Кубка 1975, 1977, 1979 годы
- Победитель Спартакиады народов СССР 1975, 1979

## Достижения (как тренер)
Сборная России:
- Серебряный призёр чемпионата Европы среди юниоров 1990 г.
- Серебряный призёр чемпионата мира 1998 г. (второй тренер)
- Бронзовый призёр чемпионата Европы 1997 г. (второй тренер)

Клубы:
- Чемпион России сезонов 1991/92-1999/00 гг.
- Серебряный призёр чемпионата России 2000/01, 2001/02, 2003/04 гг.
- Бронзовый призёр чемпионата России 2002/03, 2004/05 гг.
- Чемпион Суперлиги 1994/95, 1995/96, 1999/2000, 2000/01, 2001/02, 2003/04 гг.
- Серебряный призёр чемпионата Суперлиги 1996/97, 97/98 гг.
- Обладатель Кубка России 2002/03 г.
- Чемпион NEBL (Северной Лиги) 1999/2000 гг., 2002/03 гг.
- Чемпион Лиги ФИБА-Европа 2004 г.

## Звания и ордена
- Почётный знак «За заслуги в развитии физической культуры и спорта» (1982 год)
- орденом «Знак Почёта» (1982 год)
- орденом Почёта (1998 год)
- медалью «За доблестный труд» (Татарстан) (2006 год)[4]